# Long Beach, Mississippi
Long Beach är en ort i Harrison County i delstaten Mississippi, USA.